# پژوهشکده سامانه‌های فضانوردی
پژوهشکدهٔ سامانه‌های فضانوردی ایران مؤسسهٔ پژوهشی و تخصصی ایران در حوزهٔ علوم و فناوری فضانوردی و مهندسی اعزام حیات به فضا در ایران است. از وظایف پژوهشکده می‌توان طراحی، ساخت و آزمایش مدارگردها، کاوشگرها و آموزش فضانورد را نام برد.

## تاریخچه
سابقهٔ این پژوهشکده به سال ۱۳۷۵ و ایجاد پژوهشکدهٔ هوافضا برمی‌گردد. فعالیت عمدهٔ این پژوهشکده توسعهٔ کاوشگرهای فضایی بود و در سال ۱۳۸۳ به پژوهشگاه هوافضا تغییر نام داد و از سال ۱۳۹۰، در قالب پژوهشگاه فضایی ایران و به عنوان یکی از پژوهشکده‌های آن ادامهٔ فعالیت داد. در سال ۱۳۹۴ این پژوهشکده پس از جداشدن از سازمان فضایی ایران بار دیگر در قالب یکی از پژوهشکده‌های پژوهشگاه هوافضا (وزارت علوم، تحقیقات و فناوری) تداوم فعالیت می‌دهد. امی رئیس این پژوهشگاه، این اقدام را خلاف قانون توصیف کرده و معتقد است که باید مجدد به عنوان پژوهشگاهی مستقل کار خود را از پیش بگیرد.

## اهداف
اهدافی که این پژوهشکده دنبال می‌کند چنین است:
- شناسایی و معرفی فناوری‌های هوافضایی و همکاری با سازمان‌ها و نهاد‌های مربوط برای دستیابی به آخرین دستاورد‌های پژوهشی در زمینه هوافضا
- توسعه و گسترش پژوهش در زمینه هوافضا و تلاش برای رفع نیاز‌های پژوهشی ایران
- همکاری پژوهشی با مؤسسات آموزشی و پژوهشی کشور به منظور ارتقای کیفیت فعالیت‌های پژوهشی مرتبط
- ایجاد زمینه مناسب برای ارتقای فعالیت‌های پژوهشی در حوزه هوافضا

## دستاوردها
این پژوهشکده در دوران اوج برنامهٔ ایران برای اعزام فضانورد به فضا از سال ۱۳۸۸ تا سال ۱۳۹۳ پروژه‌های متعددی را در زمینهٔ فضانوردی و علوم و فناوری زیست‌فضایی به انجام رساند. بزرگترین دستاورد این پژوهشکده طراحی، ساخت و پرتاب کپسول‌های زیستی به فضا و بازگشت سالم آنها بود. نقطهٔ شروع این برنامه اعزام سلول، موش، کرم و لاک‌پشت به فضا توسط کاوشگر ۳ در سال ۱۳۸۸ بود. گام بعدی اعزام موجودات زنده انسان‌نما (میمون‌های پیشگام و فرگام) توسط کاوشگر پیشگام و کاوشگر پژوهش به فضا و بازگشت سالم آنها بود. ایران پنجمین کشوری بود که پس از روسیه (شوروی سابق)، ایالات متحده آمریکا، فرانسه و چین موجودات زنده پیچیده را سالم از فضا به زمین بازگرداند. آخرین دستاورد این پژوهشکده پیش از تغییرات گستردهٔ ساختاری در آن رونمایی از پیکرنمای فضاپیمای زیرمداری برای اعزام فضانورد به فضا در مراسم روز ملی فناوری فضایی سال ۱۳۹۳ بود.
این پژوهشکده در زمینه‌های علمی مربوط به دانش فضانوردی نیز مطالعاتی انجام داده و برنامه‌ای برای اعزام محموله‌های علمی به همراه کاوشگرها در دستور کار خود داشت. از دیگر برنامه‌های مدنظر این پژوهشکده طراحی و ساخت فضاپیماهای کوچک مدارگرد بود.

### اعزام انسان به فضا
یکی از اهداف مورد توجه این پژوهشکده، اقدامات تحقیقاتی بر روی اعزام انسان به فضاست. این پژوهشکده از سال 1392 تحقیقاتی را در خصوص اعزام انسان به فضا آغاز کرده و به دنبال آموزش فضانوردان ایرانی برای این منظور است. پروژه اعزام انسان به فضا با کمک روس‌ها در این پژوهشکده پیش گرفته شده است.

## رئیسان
- حسن شفتی از ۱۳۷۵ تا ۱۳۷۹
- محسن بهرامی از ۱۳۷۹ تا ۱۳۸۸
- حمید فاضلی از ۱۳۸۸ تا ۱۳۹۰
- محمد ابراهیمی از ۱۳۹۰ تا ۱۳۹۳[۱۵]
- فتح‌اله امی از ۱۳۹۴ تاکنون[۱۶]

## متخصصین
در حدود ۱۵۰ نفر عضو هیئت علمی و پژوهشگر در رشته‌های مهندسی هوافضا، مکانیک، رایانه، مخابرات، برق و … در این پژوهشکده فعالیت می‌کنند.

## سایر منابع
- «کاوشگرهای فضایی ایران». پژوهشکده سامانه‌های فضانوردی. بایگانی‌شده از اصلی در ۲۷ نوامبر ۲۰۱۵. دریافت‌شده در ۱۹ مرداد ۱۳۹۴.